# جون ورلي
جون ورلي (بالإنجليزية: John Worley)‏ هو عازف ساكسفون وملحن أمريكي، ولد في 1919، وتوفي في 1999.